# Alpiner Nor-Am Cup 1999/2000
Die Saison 1999/2000 des Nor-Am Cup im alpinen Skisport begann am 14. November 1999 in Breckenridge und endete am 19. März 2000 in Rossland. Bei den Herren wurden 21 Rennen ausgetragen (6 Slaloms, 7 Riesenslaloms, 4 Super-G und 4 Abfahrten) und bei den Damen 22 Rennen (1 Slalom mehr).
Die Tabellen zeigen die fünf Bestplatzierten in der Gesamtwertung und in jeder Disziplinwertung sowie die drei besten Fahrer jedes Rennens.

## Herren

### Gesamtwertung
| Rang | Name            | Land               | Punkte |
| ---- | --------------- | ------------------ | ------ |
| 1    | Jakub Fiala     | Vereinigte Staaten | 628    |
| 2    | Cameron Culbert | Kanada             | 576    |
| 3    | Brett Fischer   | Vereinigte Staaten | 575    |
| 4    | Jeff Hume       | Kanada             | 509    |
| 5    | Thomas Vonn     | Vereinigte Staaten | 460    |

### Abfahrt
| Rang | Name                | Land               | Punkte |
| ---- | ------------------- | ------------------ | ------ |
| 1    | Brett Fischer       | Vereinigte Staaten | 300    |
| 2    | David Anderson      | Kanada             | 216    |
| 3    | Travis Svensrud     | Vereinigte Staaten | 212    |
| 4    | Geoffrey Stephenson | Vereinigte Staaten | 203    |
| 5    | Chad Mullen         | Kanada             | 187    |

### Super-G
| Rang | Name             | Land               | Punkte |
| ---- | ---------------- | ------------------ | ------ |
| 1    | Chad Mullen      | Kanada             | 251    |
| 2    | Jakub Fiala      | Vereinigte Staaten | 240    |
| 3    | Cameron Culbert  | Kanada             | 225    |
| 4    | Stefan Overgaard | Kanada             | 188    |
| 5    | Travis Svensrud  | Vereinigte Staaten | 186    |

### Riesenslalom
| Rang | Name             | Land               | Punkte |
| ---- | ---------------- | ------------------ | ------ |
| 1    | Thomas Vonn      | Vereinigte Staaten | 460    |
| 2    | Chip Knight      | Vereinigte Staaten | 312    |
| 3    | Casey Puckett    | Vereinigte Staaten | 300    |
| 4    | J. Andrew Martin | Vereinigte Staaten | 293    |
| 5    | Dane Spencer     | Vereinigte Staaten | 290    |

### Slalom
| Rang | Name               | Land                   | Punkte |
| ---- | ------------------ | ---------------------- | ------ |
| 1    | Erik Schlopy       | Vereinigte Staaten     | 230    |
| 2    | Tom Rothrock       | Vereinigte Staaten     | 188    |
| 3    | Didier Plaschy     | Schweiz                | 180    |
| 4    | John Moulder-Brown | Vereinigtes Königreich | 160    |
| 5    | Brad Hogan         | Vereinigte Staaten     | 140    |

### Podestplätze
Disziplinen:
- DH = Abfahrt
- SG = Super-G
- GS = Riesenslalom
- SL = Slalom

| Datum      | Ort             | Dis. | 1. Platz                  | 2. Platz                                | 3. Platz                  |
| ---------- | --------------- | ---- | ------------------------- | --------------------------------------- | ------------------------- |
| 14.11.1999 | Breckenridge    | SL   | Benjamin Raich (AUT)      | Didier Plaschy (SUI)                    | Rainer Schönfelder (AUT)  |
| 15.11.1999 | Breckenridge    | SL   | Didier Plaschy (SUI)      | Mitja Kunc (SLO)                        | Angelo Weiss (ITA)        |
| 03.01.2000 | Hunter Mountain | SL   | Erik Schlopy (USA)        | Tom Rothrock (USA)                      | Sacha Gros (USA)          |
| 04.01.2000 | Hunter Mountain | SL   | Bode Miller (USA)         | Erik Schlopy (USA)                      | Drew Thorne Thomsen (USA) |
| 05.01.2000 | Hunter Mountain | GS   | Thomas Vonn (USA)         | Casey Puckett (USA)                     | Chip Knight (USA)         |
| 06.01.2000 | Hunter Mountain | GS   | Casey Puckett (USA)       | Dane Spencer (USA)                      | Marco Sullivan (USA)      |
| 26.02.2000 | Snowbasin       | DH   | Geoffrey Stephenson (USA) | David Anderson (CAN)                    | Chad Mullen (CAN)         |
| 26.02.2000 | Snowbasin       | DH   | Brett Fischer (USA)       | Travis Svensrud (USA)                   | David Anderson (CAN)      |
| 27.02.2000 | Snowbasin       | SG   | Jakub Fiala (USA)         | Chad Mullen (CAN) Cameron Culbert (CAN) |                           |
| 27.02.2000 | Snowbasin       | SG   | Mike Giannelli (CAN)      | Stefan Overgaard (CAN)                  | Travis Svensrud (USA)     |
| 29.02.2000 | Whistler        | SG   | Jakub Fiala (USA)         | David Anderson (CAN)                    | Geoffrey Stephenson (USA) |
| 05.03.2000 | Whistler        | DH   | Brett Fischer (USA)       | Jeff Hume (CAN)                         | Jakub Fiala (USA)         |
| 06.03.2000 | Whistler        | DH   | Jakub Fiala (USA)         | Travis Svensrud (USA)                   | Brett Fischer (USA)       |
| 06.03.2000 | Whistler        | SG   | Chad Mullen (CAN)         | Andre Horton (USA)                      | Geoffrey Stephenson (USA) |
| 09.03.2000 | Osler Bluffs    | SL   | Alain Baxter (GBR)        | John Moulder-Brown (GBR)                | Ryan Semple (CAN)         |
| 09.03.2000 | Osler Bluffs    | SL   | Brad Hogan (USA)          | John Moulder-Brown (GBR)                | Joshua Transue (USA)      |
| 13.03.2000 | Nakiska         | GS   | Chip Knight (USA)         | Jeff Hume (CAN)                         | Jakub Fiala (USA)         |
| 14.03.2000 | Nakiska         | GS   | J. Andrew Martin (USA)    | Chip Knight (USA)                       | Jeff Hume (CAN)           |
| 17.03.2000 | Rossland        | GS   | Thomas Vonn (USA)         | Dane Spencer (USA)                      | Erik Schlopy (USA)        |
| 17.03.2000 | Rossland        | GS   | Thomas Vonn (USA)         | Dane Spencer (USA)                      | Bode Miller (USA)         |
| 19.03.2000 | Rossland        | GS   | Thomas Vonn (USA)         | Casey Puckett (USA)                     | Erik Schlopy (USA)        |

## Damen

### Gesamtwertung
| Rang | Name                  | Land               | Punkte |
| ---- | --------------------- | ------------------ | ------ |
| 1    | Britt Janyk           | Kanada             | 799    |
| 2    | Julia Mancuso         | Vereinigte Staaten | 714    |
| 3    | Emily Brydon          | Kanada             | 705    |
| 4    | Anne-Marie LeFrançois | Kanada             | 646    |
| 5    | Lindsey Kildow        | Vereinigte Staaten | 522    |

### Abfahrt
| Rang | Name                  | Land               | Punkte |
| ---- | --------------------- | ------------------ | ------ |
| 1    | Anne-Marie LeFrançois | Kanada             | 260    |
| 2    | Lindsey Kildow        | Vereinigte Staaten | 215    |
| 3    | Emily Brydon          | Kanada             | 200    |
| 4    | Molly Russell         | Vereinigte Staaten | 153    |
| 5    | Alison Powers         | Vereinigte Staaten | 150    |

### Super-G
| Rang | Name                  | Land               | Punkte |
| ---- | --------------------- | ------------------ | ------ |
| 1    | Anne-Marie LeFrançois | Kanada             | 300    |
| 2    | Britt Janyk           | Kanada             | 220    |
| 3    | Emily Brydon          | Kanada             | 200    |
| 4    | Danielle Bird         | Kanada             | 139    |
| 5    | Hilary McCloy         | Vereinigte Staaten | 124    |

### Riesenslalom
| Rang | Name             | Land               | Punkte |
| ---- | ---------------- | ------------------ | ------ |
| 1    | Julia Mancuso    | Vereinigte Staaten | 475    |
| 2    | Britt Janyk      | Kanada             | 360    |
| 3    | Tove Pashkowski  | Vereinigte Staaten | 193    |
| 4    | Kristina Koznick | Vereinigte Staaten | 182    |
| 5    | Courtney Strait  | Vereinigte Staaten | 167    |

### Slalom
| Rang | Name           | Land               | Punkte |
| ---- | -------------- | ------------------ | ------ |
| 1    | Sarah Schleper | Vereinigte Staaten | 251    |
| 2    | Kateřina Tichý | Kanada             | 248    |
| 3    | Emily Brydon   | Kanada             | 245    |
| 4    | Tasha Nelson   | Vereinigte Staaten | 240    |
| 5    | Lindsey Kildow | Vereinigte Staaten | 207    |

### Podestplätze
Disziplinen:
- DH = Abfahrt
- SG = Super-G
- GS = Riesenslalom
- SL = Slalom

| Datum      | Ort            | Dis. | 1. Platz                    | 2. Platz                    | 3. Platz                    |
| ---------- | -------------- | ---- | --------------------------- | --------------------------- | --------------------------- |
| 14.11.1999 | Breckenridge   | SL   | Christel Pascal (FRA)       | Anja Pärson (SWE)           | Alenka Dovžan (SLO)         |
| 15.11.1999 | Breckenridge   | SL   | Špela Pretnar (SLO)         | Christel Pascal (FRA)       | Alenka Dovžan (SLO)         |
| 22.11.1999 | Breckenridge   | GS   | Karen Putzer (ITA)          | Tina Maze (SLO)             | Simone Behringer (GER)      |
| 23.11.1999 | Breckenridge   | GS   | Simone Behringer (GER)      | Julia Mancuso (USA)         | Nicole Gius (ITA)           |
| 17.12.1999 | Mont-Tremblant | GS   | Kristina Koznick (USA)      | Britt Janyk (CAN)           | Julia Mancuso (USA)         |
| 17.12.1999 | Mont-Tremblant | GS   | Julia Mancuso (USA)         | Britt Janyk (CAN)           | Courtney Strait (USA)       |
| 18.12.1999 | Mont-Tremblant | SL   | Sarah Schleper (USA)        | Lindsey Kildow (USA)        | Caroline Lalive (USA)       |
| 19.12.1999 | Mont-Tremblant | SL   | Tasha Nelson (USA)          | Lindsey Kildow (USA)        | Anna Prchal (CAN)           |
| 02.02.2000 | Big Mountain   | SG   | Alison Powers (USA)         | Anne-Marie LeFrançois (CAN) | Kelly Stempihar (USA)       |
| 04.02.2000 | Big Mountain   | DH   | Anne-Marie LeFrançois (CAN) | Julia Mancuso (USA)         | Lindsey Kildow (USA)        |
| 04.02.2000 | Big Mountain   | DH   | Alison Powers (USA)         | Anne-Marie LeFrançois (CAN) | Lindsey Kildow (USA)        |
| 07.02.2000 | Deer Valley    | SL   | Kristina Koznick (USA)      | Sarah Schleper (USA)        | Tasha Nelson (USA)          |
| 08.02.2000 | Deer Valley    | SL   | Emily Brydon (CAN)          | Kateřina Tichý (CAN)        | Geneviève Simard (CAN)      |
| 09.02.2000 | Park City      | GS   | Britt Janyk (CAN)           | Julia Mancuso (USA)         | Patrizia Auer (ITA)         |
| 10.02.2000 | Park City      | GS   | Julia Mancuso (USA)         | Julie Langevin (CAN)        | Patrizia Auer (ITA)         |
| 29.02.2000 | Whistler       | SG   | Anne-Marie LeFrançois (CAN) | Allison Forsyth (CAN)       | Britt Janyk (CAN)           |
| 05.03.2000 | Whistler       | DH   | Emily Brydon (CAN)          | Anne-Marie LeFrançois (CAN) | Britt Janyk (CAN)           |
| 06.03.2000 | Whistler       | DH   | Emily Brydon (CAN)          | Britt Janyk (CAN)           | Sara-Maude Boucher (CAN)    |
| 07.03.2000 | Whistler       | SG   | Emily Brydon (CAN)          | Britt Janyk (CAN)           | Anne-Marie LeFrançois (CAN) |
| 07.03.2000 | Whistler       | SG   | Emily Brydon (CAN)          | Britt Janyk (CAN)           | Anne-Marie LeFrançois (CAN) |
| 18.03.2000 | Rossland       | GS   | Britt Janyk (CAN)           | Tatum Skoglund (USA)        | Emily Brydon (CAN)          |
| 19.03.2000 | Rossland       | SL   | Emily Brydon (CAN)          | Tasha Nelson (USA)          | Anna Prchal (CAN)           |